# Kári Kristjánsson
Kári Kristjánsson (født 28. oktober 1984 i Hafnarfjörður, Island) er en islandsk håndboldspiller, som spiller i Íþróttabandalag Vestmannaeyja og på Islands herrehåndboldlandshold.
Han deltog under EM i håndbold 2020 i Sverige/Østrig/Norge.